# Georg Herwegh
Georg Friedrich Rudolph Theodor Herwegh, född den 31 maj 1817 i Stuttgart, död den 7 april 1875 i Liestal, Basel, var en tysk skald.
Herwegh arbetade först som tidningsman i sin hemstad, men flyttade sedan till Schweiz, där han utgav en samling politiska dikter, Gedichte eines Lebendigen (1841; 12:e upplagan 1896), vilka blev mycket populära. År 1842 reste han till Preussen och rönte överallt det bästa mottagande, även hos kungen, men till följd av ett skarpt brev till denne rörande censuren förvisades han snart ur landet. Han återvände då till Schweiz och slog sig, efter en resa till södra Frankrike och Italien, för framtiden ned i Paris, där han utgav andra samlingen Gedichte eines Lebendigen (1844) och Gedichte und kritische Aufsätze (1845). 
I landsflykten översatte han Lamartines samlade arbeten (12 band, 1843–1844). Tilldragelserna 1848 förde honom åter fram i offentligheten. Han ställde sig i förbindelse med den revolutionära propagandan i Tyskland, och i april samma år uppträdde han i Storhertigdömet Baden i spetsen för en tysk-fransk republikansk arbetarskara, men blev lätt besegrad av württembergska trupper och flydde för att rädda livet. Sedermera levde han i tillbakadragenhet i Paris och Schweiz. För Bodenstedts Shakspeareupplaga översatte han några dramer. Postumt utkom Neue Gedichte (1877). 
Herwegh var en stor poetiskt retorisk begåvning, vars ungdomsdikter är skrivna med utomordentlig sententiös fyndighet, i klangfull form och burna av ett stormande patos. Han saknade emellertid förmågan att låta den kraftiga agitationspoesien fördjupas till personlig dikt, och med åren isolerade han sig i bitterhet och fåfänga. Enstaka dikter som Aufruf!, Der Freiheit eine Gasse och "Arbetarmarseljäsen" intygar, att han i trots av doktrinarism och epikureism var sitt tidsskedes mest aktuelle politiske skald. "Briefe von und an Georg Herwegh" utgavs i 2 band, 1895–1896, av hans son, som 1906 utgav även "Herweghs Briefwechsel mit seiner Braut" (1906). Ett urval av Herweghs dikter översatte K.V.A. Strandberg 1844.